# Festivalul de Circ
Festivalul de Circ este un eveniment care are loc in Franța in fiecare an in seria anime Kaleido Star. La acest festival participa mai multi artisti din toata lumea pentru a le fi recunoscut talentul si pentru a castiga. Echipa care a castigat in anul precedent este automat admisa in urmatorul Festival, primind Biletul Phoenix. Totusi, acest loc nu este unul dedicat distractiei si jocurilor. Toti executantii sunt condusi de stres si sunt irascibili. La Festivalul de Circ, nu este impotriva regulilor sa trisezi sau sa minti pentru a castiga. Este un turneu unde doar cel mai bun rezista. Inainte de inceperea seriei Kaleido Star, Layla si Yuri participa si castiga Biletele Phoenix cu ajutorul Phoenixului de Aur. Totodata este locul unde Leon Oswald isi pierde sora mai mica Sophie in urma unui accident de masina, dupa ce Yuri trisase pentru a-l inlatura pe Leon din calea sa.

## Kaleido Star: New Wings
Sora Naegino doreste sa participe la Festivalul de Circ de la Paris pentru a-i demonstra lui Leon Oswald ca este un acrobat exceptional. Cu toate acestea, devine mult prea emotionata sa participe cu el, dupa ce ii luxase umarul lui May Wong. Renunta la parteneriatul cu el, permitandu-i lui May sa participe cu acesta. Desi Layla nu mai poseda Biletul Phoenix, daruindu-l lui May si Leon, Sora apeleaza la ajutorul lui Yuri pentru a concura impreuna. Acesta accepta si lucreaza impreuna la Acrobația Îngerului pentru a contracara Spirala Demonului executata de cealalta echipa. 
Cand Sora ajunge la Festival, descopera adevarata fata a Festivalului, nefiind obisnuita cu o asemenea atmosfera deloc. Atunci cand Sora si Yuri trebuie sa ajunga pe scena, aceasta este dezamagita de doua persoane considerate de ea ca fiindu-i prieteni (Mute si Alice) care le copiaza miscarea acrobatica; Mute si Alice esueaza, iar Mute va fi ranit. Pe scena, Sora va izbucni in lacrimi si refuza sa continue executarea manevrei, desi puteau castiga cu aceasta, lasandu-si prietenii (inclusiv pe Layla) muti de uimire si dezamagiti. May si Leon vor participa cu Spirala Demonului, castigand Festivalul. 

## Castigatori
- Layla Hamilton si Yuri Killian - Anul precedent
- Leon Oswald si May Wong - Castigatorii actuali